# Sous-district de Chaoyangmen
Le sous-district de Chaoyangmen (chinois : 朝阳门街道 ; pinyin : Cháoyángmén jiēdào) est une subdivision du district de Dongcheng, dans le centre de Pékin, en Chine.
Le sous-district tire son nom de Chaoyangmen, une ancienne porte de la ville tartare qui s'élevait à l'extrémité nord-est de la subdivision.

## Communautés résidentielles
Le sous-district de Chaoyangmen est divisé en neuf communautés résidentielles (chinois : 社区 ; pinyin : shèqū).
| Nom            | Chinois      | Pinyin               | Population | Superficie (km²) |
| -------------- | ------------ | -------------------- | ---------- | ---------------- |
| Shijia         | 史家社区     | Shǐjiā shèqū         |            |                  |
| Neiwu          | 内务社区     | Nèiwù shèqū          |            |                  |
| Yanyue         | 演乐社区     | Yǎnyuè shèqū         |            |                  |
| Lishi          | 礼士社区     | Lǐshì shèqū          |            |                  |
| Chaoneitoutiao | 朝内头条社区 | Cháonèitóutiáo shèqū |            |                  |
| Chaoxi         | 朝西社区     | Cháoxī shèqū         |            |                  |
| Zhugan         | 竹杆社区     | Zhúgǎn shèqū         |            |                  |
| Dafangjia      | 大方家社区   | Dàfāngjiā shèqū      |            |                  |
| Xinxian        | 新鲜社区     | Xīnxiān shèqū        |            |                  |
|                |              | Total                | 36 702     | 1,24             |